# اواس‌ان
اوربیت شو تایم نتورک به اختصار (او اس ان-osn) نام شرکت رسانه‌ای است که به پخش تلویزیون‌های ماهواره‌ای غیر رایگان در خاورمیانه و شمال آفریقا به زبان عربی و انگلیسی می‌پردازد. او اس ان در سال ۲۰۰۹ با ادغام دو شبکه شوتایم (به مالکیت شرکت سرمایه‌گذاری کیپکو) و اوربیت (به مالکیت گروه موارد) شکل گرفت. این شرکت با داشتن بیش از ۱۰۰ شبکه تلویزیونی و با پخش برنامه‌های سرگرمی نظیر جدیدترین فیلم‌های سینمایی جهان مسابقات ورزشی مجموعه‌های تلویزیونی و موسیقی مستند و کارتون و اخبار بزرگترین پکیج ماهواره‌ای در خاورمیانه و شمال آفریقا محسوب می‌شود.
او اس ان با داشتن حق انحصاری پخش فیلم‌های سینمایی هالیوود با استودیوهای فیلمسازی برادران وارنر، فاکس، پارامونت، یونیورسال، دریم ورکس، دیزنی، سونی و ام جی ام قرارداد دارد. همچنین شبکه‌های معروف بین‌المللی نظیر اسکای نیوز، دیزنی، دیسکاوری و نشنال جئوگرافی در این پکیج قابل دریافت است.